# Monumentet i Kvidinge

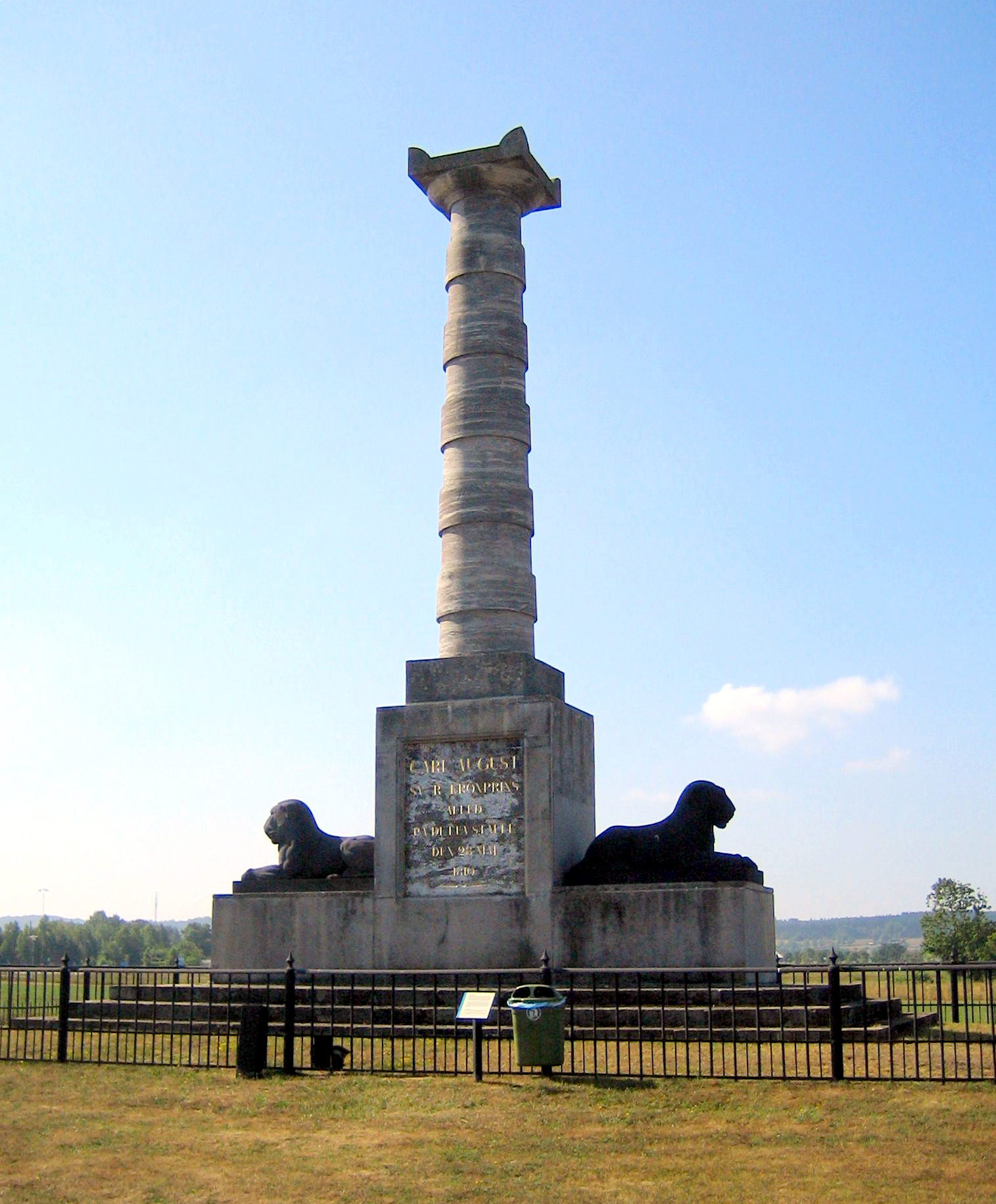
Monumentet i Kvidinge med inskriptionen CARL AUGUST Sv R Kronprins Afled på detta ställe den 28 maj 1810.

Monumentet i Kvidinge är ett minnesmärke över Sveriges kronprins Karl Augusts död 1810. 

## Historik

### Bakgrund
Den 28 maj 1810 inspekterade kronprins Karl August Skånska husarregementets trupper på dess övningsplats Kvidinge hed vid Kvidinge, idag i Åstorps kommun, Skåne. Karl August föll av sin häst under inspektionen. Hans dödsorsak har aldrig fastställts, men troligast är att han olyckligt drabbades av ett slaganfall. Rykten startade dock snart om att gustavianerna låg bakom ett giftmord. Anklagelserna ledde till att det Fersenska mordet skedde under kronprinsens begravningståg i Stockholm. 

### Minnesmärket
Kronprins Karl Johan (sedermera Karl XIV Johan) föreslog att ett minnesmärke över det inträffade skulle resas. Stockholms stadsarkitekt Carl Christoffer Gjörwell fick uppdraget att rita monumentet, som stod färdigt 1826. Monumentet är hugget i kolmårdsmarmor och det gjutna arbetet gjordes i Finspång.

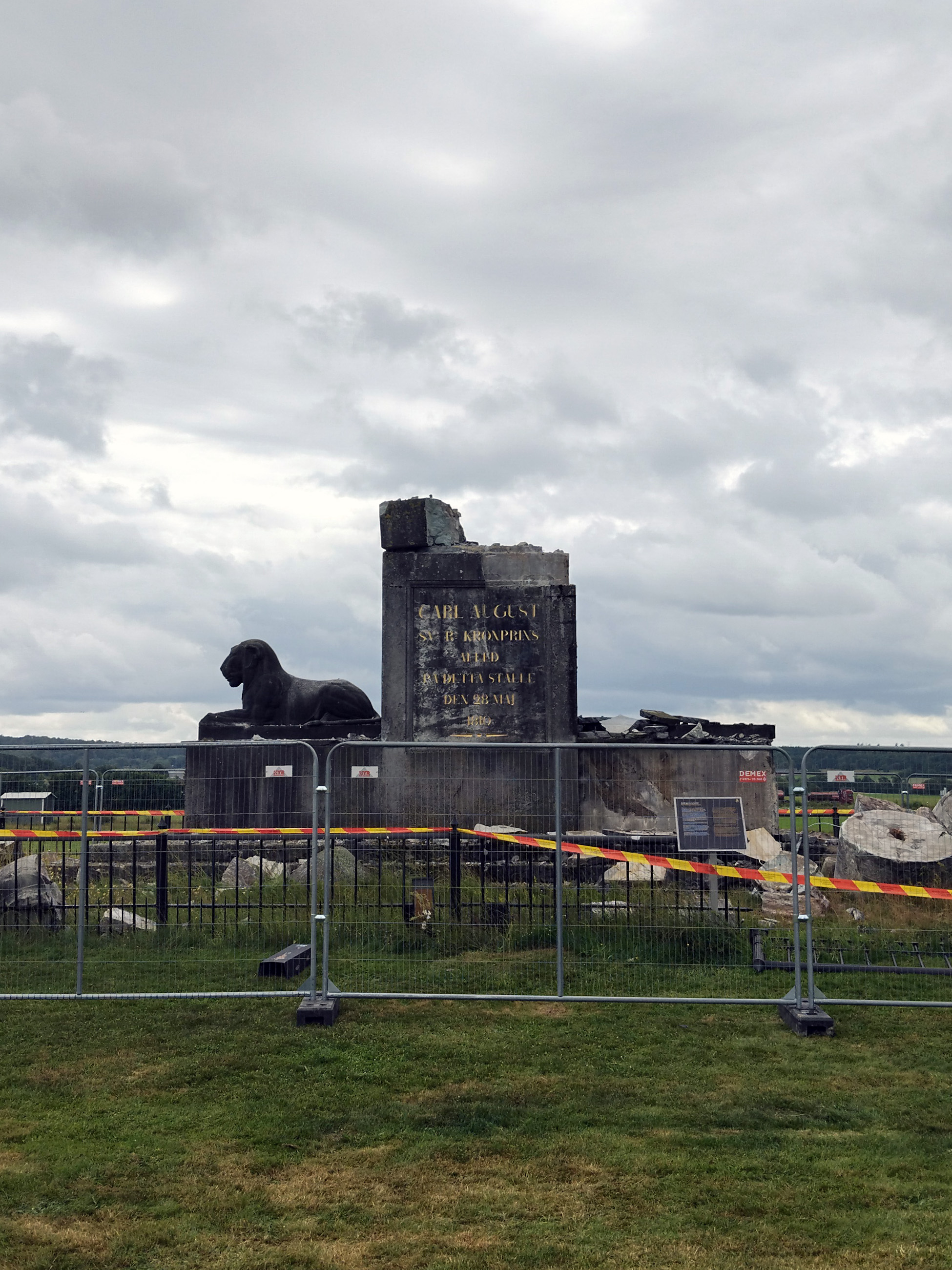
Monumentet i Kvidinge efter blixtnedslag 23 juni 2025

År 2012 genomfördes en omfattande restaurering av monumentet, där bland annat de båda gjutjärnslejonen rostskyddsbehandlades och skadade stenblock byttes ut.
Den 23 juni 2025 förstördes större delar av monumentet i ett blixtnedslag, där både torn samt ett av de två gjutjärnslejonen gick sönder.  Delar av monumentet flög så långt som 30 meter till följd av blixtnedslaget.